# Sidi Lakhdar (Mostaganem)
Sidi Lakhdar (în arabă سيدي لخضر) este o comună din provincia Mostaganem, Algeria.
Populația comunei este de 34.612 locuitori (2008).